# Konkurs Piosenki Eurowizji 2008
53. Konkurs Piosenki Eurowizji został rozegrany 20, 22 i 24 maja 2008 i zorganizowany w Belgradzkiej Arenie przez serbskiego nadawcę Radio-Televizija Srbija (RTS). Koncerty konkursowe poprowadzili Jovana Janković i Željko Joksimović.
Finał konkursu wygrał Dima Biłan, reprezentant Rosji z piosenką „Believe”, współtworzoną z Jimem Beanzem, za którą otrzymał łącznie 272 punkty.

## Lokalizacja

### Miejsce organizacji konkursu
Dzięki wygranej Mariji Šerifović, reprezentantki Serbii podczas 52. Konkursu Piosenki Eurowizji, organizacja konkursu w 2008 przypadła serbskiemu nadawcy publicznemu Radio-Televizija Srbije (RTS). Grupa Referencyjna Europejskiej Unii Nadawców zdecydowała, że koncert odbędzie się w Belgradzie. Konkurs odbył się w Belgradzkiej Arenie, trzeciej co do wielkości hali widowiskowo-sportowej w Europie, która średnio może pomieścić niemal 18,4 tys. widzów.

### Potencjalna zmiana lokalizacji

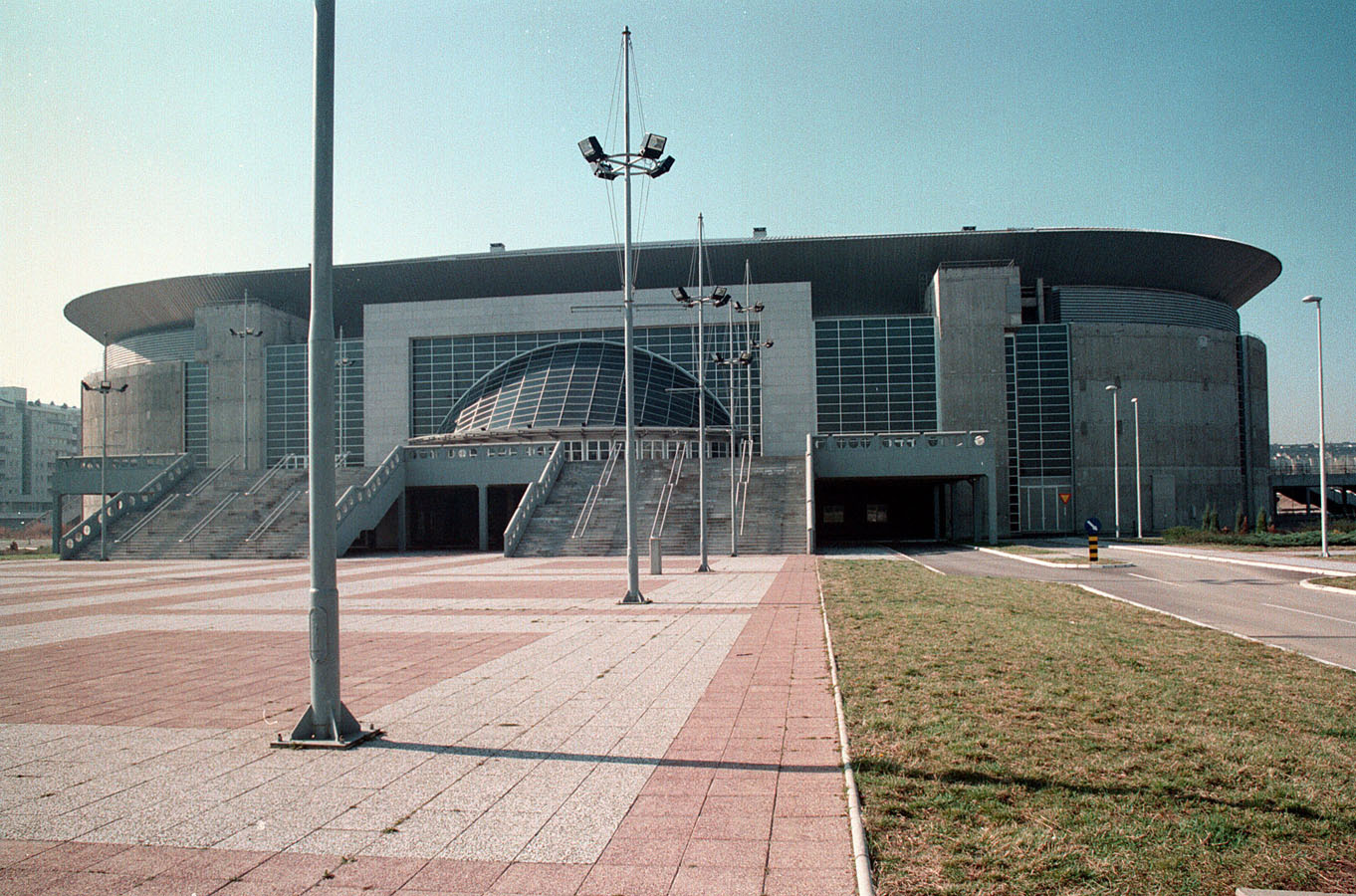
Belgradzka Arena

W związku ze zorganizowaniem protestów w Belgradzie przeciwko ogłoszonej 21 lutego 2008 niezależności Kosowa, międzynarodowe media spekulowały o zmianie miejsca organizacji konkursu ze względów bezpieczeństwa. Pojawiły się propozycje organizacji konkursu przez ubiegłorocznego gospodarza, tj. miasto Helsinki. Ukraina została również uznana za potencjalną opcję, ponieważ zajęła drugie miejsce w konkursie rok wcześniej. Grecka telewizja Ellinikí Radiofonía Tileórasi (ERT) również zaproponowała EBU ponowne zorganizowanie konkursu w Atenach. Dzień po zorganizowaniu marszu Europejska Unia Nadawców (EBU) wydała oświadczenie, w którym zaznaczyła, że wydarzenia w Belgradzie nie będą miały żadnego wpływu ani na termin przygotowań do konkursu, ani na miejsce jego organizacji. Stacja RTS zobowiązała się zapewnić delegacjom uczestniczącym w konkursie zwiększoną ochronę w sytuacji narastająego niezadowolenia mieszkańców Belgradu z powodu ogłoszenia niepodległości Kosowa. Delegacje Albanii, Chorwacji i Izraela otrzymały dodatkowo zwiększoną ochronę.

## Organizacja
Pod koniec 2007 reżyser konkursu Bjørn Erichsen podał informację, że głównymi sponsorami wydarzenia będą Raiffensen Bank i T.E.A.M. (Television Event and Media Marketing AG). W przygotowaniach do konkursu pomogły organizatorom także firmy: StageOne oraz PROCON Event Engineering.
4 marca 2008 nadawca Radio-Televizija Srbije (RTS) ogłosił, że konkurs poprowadzą Jovana Janković i Željko Joksimović.

### Nowy format, losowanie półfinałów
Podczas majowej konferencji prasowej w Helsinkach w 2007 główny kierownik wykonawczy imprezy Svante Stockselius poinformował zgromadzonych o możliwej zmianie formatu konkursu i przygotowaniu dwóch rund półfinałowych. 28 września oficjalnie ogłoszono zaakceptowanie zmian przez Europejską Unię Nadawców (EBU) podczas 50. spotkania zarządu organizowanego w Weronie. Z każdego półfinału awansowało dziesięciu uczestników: dziewięciu wybierali telewidzowie za pomocą audiotele, natomiast wybór dziesiątego należał do specjalnej komisji sędziowskiej przyznającej tzw. „dziką kartę”.
38 państw biorących udział w obu półfinałach podzielono na sześć koszyków. O przydziale do określonego koszyka zdecydowało położenie geograficzne oraz matematyczny rozkład głosów od 2004, w opracowaniu którego pomogła EBU firma Digame. Miało to na celu ograniczenie przewidywalności głosowania poszczególnych krajów i podniesienie poziomu emocji w rundach półfinałowych. Cztery koszyki zawierały po sześć krajów, dwa pozostałe – siedem państw. Do udziału w każdym z półfinałów przydzielono po trzy kraje z każdego koszyka. Państwo z piątego koszyka trafiło do półfinału oznaczonego na pierwszej kopercie, natomiast ostatni kraj z szóstego – do drugiego oznaczonego na drugiej.
| Koszyk 1                                                                         | Koszyk 2                                                      | Koszyk 3                                                | Koszyk 4                                                   | Koszyk 5                                                            | Koszyk 6                                                                  |
| -------------------------------------------------------------------------------- | ------------------------------------------------------------- | ------------------------------------------------------- | ---------------------------------------------------------- | ------------------------------------------------------------------- | ------------------------------------------------------------------------- |
| - Albania - Bośnia i Hercegowina - Chorwacja - Czarnogóra - Macedonia - Słowenia | - Dania - Estonia - Finlandia - Islandia - Norwegia - Szwecja | - Belgia - Bułgaria - Cypr - Grecja - Holandia - Turcja | - Andora - Irlandia - Litwa - Łotwa - Portugalia - Rumunia | - Armenia - Białoruś - Gruzja - Izrael - Mołdawia - Rosja - Ukraina | - Azerbejdżan - Czechy - Malta - Polska - San Marino - Szwajcaria - Węgry |

Losowanie składu półfinałów odbyło się 28 stycznia 2008 w Belgrade City Hall o godzinie 13:00 czasu środkowoeuropejskiego i zostało przeprowadzone przez tancerzy z Krajowego Tańca KOLO. Podczas uroczystości zaśpiewał Željko Joksimović.
Państwa z zagwarantowanym miejscem w finale, czyli finaliści 52. Konkursu Piosenki Eurowizji oraz kraje tzw. „Wielkiej Czwórki” (Francja, Hiszpania, Niemcy i Wielka Brytania) mogły wybrać, które rundy będą transmitowane przez krajowych nadawców publicznych.
17 marca w Sava Centre odbyło się spotkanie wszystkich delegacji oraz losowanie numerów startowych dla uczestników obu półfinałów oraz finalistów. Gospodarzami ceremonii zostali prowadzący konkurs: Jovana Janković i Željko Joksimović, a podczas spotkania obecni byli także: główny producent imprezy Sandra Suša, kierownik wykonawczy Svante Stockselius oraz manager konkursu – Kati Varblane.

### Projekt grafiki
Grafika, hasło („Confluence of Sound”) oraz scena 53. Konkursu Piosenki Eurowizji inspirowane były lokalizacją kraju: geograficznym przecinaniem się dwóch rzek: Sawy i Dunaju oraz punktem ich przecięcia, czyli parkiem Kalegmedan. Logo konkursu zaprojektował Boris Miljković, a scenę koncertową o wymiarach 27x25 metrów – David Cushing. Scenografem został Goran Joksimović, głównym operatorem kamer – Sven Stojanović, za oświetlenie odpowiedzialny był Per Sundin.
Krótkie filmy przed każdym występem półfinałowym, czyli tzw. „pocztówki”, przedstawiały flagę kraju-reprezentanta oraz krótką historię państwa i jego mieszkańców. W trakcie wyświetlania każdej z pocztówek prezentowano krótkie listy w ojczystym języku artysty (wyjątek stanowi serbska, która składała się z tekstów „Welcome to Belgrade” i „Welcome to Serbia” w różnych językach). Pod koniec każdej pocztówki pokazywano logo konkursu.

## Kontrowersje
Włoski dziennik Corriere della Sera poinformował o tym, że wyniki Konkursu Piosenki Eurowizji zostały zmanipulowane na korzyść Rosji. Podobne komentarze pojawiły się w Niemczech, ponieważ reprezentantki kraju No Angels nie otrzymały żadnego punktu od swoich sąsiadów, co wzbudziło w mieszkańcach podejrzenia.

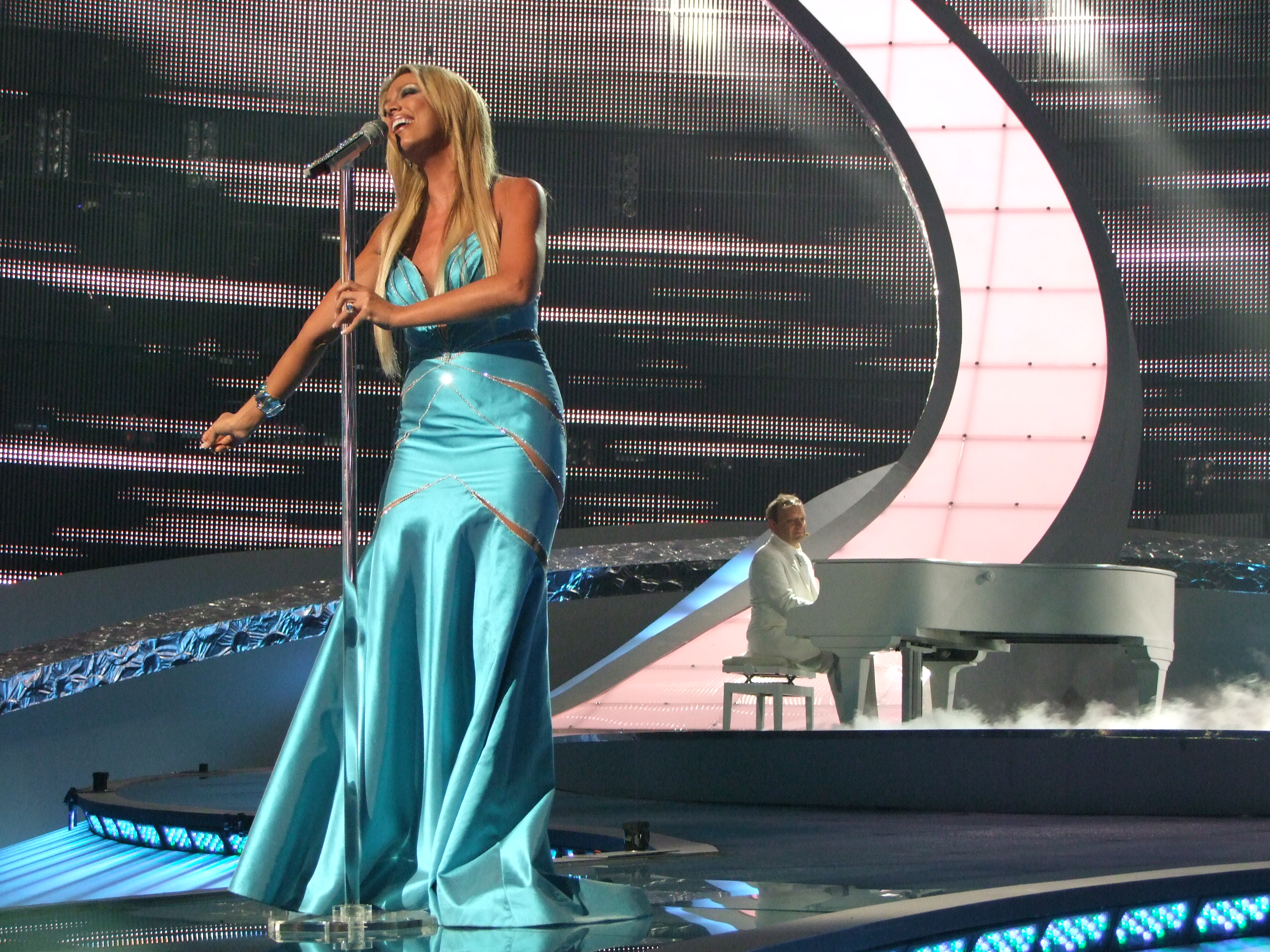
Reprezentantka Polski Isis Gee podczas występu w konkursie

Po ogłoszeniu wyników, w których reprezentacja Polski zajęła przedostatnie miejsce, w kraju rozgorzała dyskusja na temat sensu udziału w Konkursie Piosenki Eurowizji w ówczesnej formie. Artyści, dziennikarze muzyczni oraz większość internautów bronili polskiej reprezentantki, Isis Gee, uważając, że ostatnie miejsce było dla niej krzywdzące. Maryla Rodowicz w komentarzu dla dziennika „Fakt” w ostrych słowach zaproponowała rezygnację z konkursu oraz skrytykowała system głosowania, stwierdzając, że nawet utwór z Hiszpanii, który uznała za „debilny”, miał więcej punktów. Podobne zdanie miała Irena Santor, która nazwała imprezę „cyrkiem” oraz uznała, że nawet zespół ABBA nie wygrałby w barwach Polski.
Komentarze o upolitycznieniu konkursu odbiły się też mocnym echem poza Polską. Terry Wogan, który od ponad 30 lat komentował konkurs w Wielkiej Brytanii, zrezygnował z tej roli w 2008. Brytyjskie media szeroko zajęły się sprawą upolitycznienia imprezy, krytycznie odnosząc się do systemu głosowania, który – ich zdaniem – doprowadził do porażki reprezentanta kraju. Simon Cowell, krytyk muzyczny oraz twórca m.in. formatu The X Factor skomentował konkurs słowami: Jeżeli ten program dostarcza ludziom rozrywki, to wspaniale, ale jako konkurs jest raczej pusty i bezsensowny.

## Kraje uczestniczące

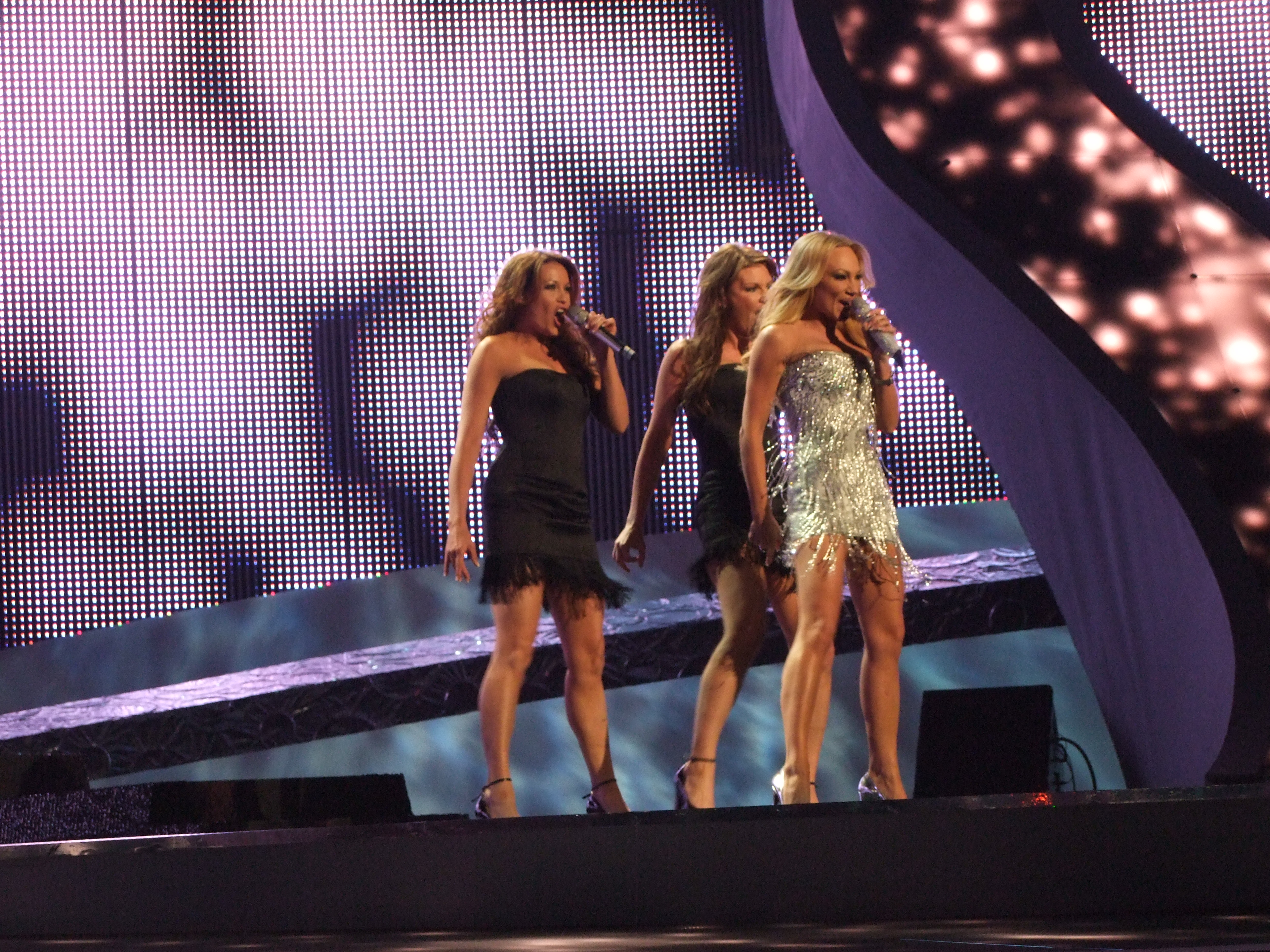
Charlotte Perrelli podczas prób do półfinału 53. Konkursu Piosenki Eurowizji

Do udziału w 53. Konkursie Piosenki Eurowizji zgłosiły się 43 kraje, w tym dwa debiutujące państwa: San Marino i Azerbejdżan. Z rywalizacji wycofała się austriacka telewizja publiczna – Österreichischer Rundfunk (ORF). Powodem rezygnacji okazał się brak zainteresowania mieszkańców konkursem, niesatysfakcjonujące wyniki reprezentantów oraz polityczne głosowanie. Nadawca transmitował jednak finał konkursu.
Na scenie zaśpiewano piosenki w ponad 20 różnych językach, w tym jedną w nieistniejącym języku, którą wykonali reprezentanci Belgii – zespół Ishtar.
Wśród uczestników konkursu znalazło się kilku artystów, którzy wystąpili w przeszłości na eurowizyjnej scenie: Charlotte Perrelli ze Szwecji wygrała konkurs w 1999, a Dima Biłan z Rosji zajął drugie miejsce w konkursie w 2006. Roberto Meloni z łotewskiej formacji Pirates of the Sea pojawił się w stawce konkursowej drugi rok z rzędu, rok wcześniej reprezentował kraj jako członek grupy Bonaparti.lv.

## Wyniki

### Pierwszy półfinał
- Pierwszy półfinał odbył się 20 maja 2008.
- Podczas półfinału możliwość głosowania mieli mieszkańcy krajów uczestniczących oraz: Niemcy i Hiszpania.
- W pierwszym półfinale dziką kartę otrzymała Polska.

| Lp. | Kraj                 | Język                                              | Artysta           | Piosenka                   | Miejsce | Punkty |
| --- | -------------------- | -------------------------------------------------- | ----------------- | -------------------------- | ------- | ------ |
| 01  | Czarnogóra           | angielski, serbski                                 | Stefan Filipović  | „Zauvijek volim te”        | 14      | 23     |
| 02  | Izrael               | angielski, hebrajski                               | Boaz Mauda        | „The Fire in Your Eyes”    | 5       | 104    |
| 03  | Estonia              | fiński, niemiecki, rosyjski, serbski               | Kreisiraadio      | „Leto svet”                | 18      | 8      |
| 04  | Mołdawia             | angielski                                          | Geta Burlacu      | „A Century of Love”        | 12      | 36     |
| 05  | San Marino           | włoski                                             | Miodio            | „Complice”                 | 19      | 5      |
| 06  | Belgia               | sztuczny                                           | Ishtar            | „O julissi na jalini”      | 17      | 16     |
| 07  | Azerbejdżan          | angielski                                          | Elnur i Samir     | „Day After Day”            | 6       | 96     |
| 08  | Słowenia             | słoweński                                          | Rebeka Dremelj    | „Vrag naj vzame”           | 11      | 36     |
| 09  | Norwegia             | angielski                                          | Maria             | „Hold On Be Strong”        | 4       | 106    |
| 10  | Polska               | angielski                                          | Isis Gee          | „For Life”                 | 10      | 42     |
| 11  | Irlandia             | angielski, francuski hiszpański, niemiecki, włoski | Dustin the Turkey | „Irelande Douze Pointe”    | 16      | 22     |
| 12  | Andora               | angielski, kataloński                              | Gisela            | „Casanova”                 | 15      | 22     |
| 13  | Bośnia i Hercegowina | bośniacki                                          | Laka              | „Pokušaj”                  | 9       | 72     |
| 14  | Armenia              | angielski, ormiański                               | Sirusho           | „Qélé, Qélé”               | 2       | 139    |
| 15  | Holandia             | angielski                                          | Hind              | „Your Heart Belongs to Me” | 13      | 27     |
| 16  | Finlandia            | fiński                                             | Teräsbetoni       | „Missä miehet ratsastaa”   | 8       | 79     |
| 17  | Rumunia              | rumuński, włoski                                   | Nico i Vlad       | „Pe-o Margine De Lume”     | 7       | 94     |
| 18  | Rosja                | angielski                                          | Dima Biłan        | „Believe”                  | 3       | 135    |
| 19  | Grecja               | angielski                                          | Kalomira          | „Secret Combination”       | 1       | 156    |

Tabela punktacyjna pierwszego półfinału
| Uczestnicy konkursu | Czarnogóra           | 23  | N  | –  | –  | –  | 1  | –  | –  | 10 | –  | –  | –  | –  | 12 | –  | –  | –  | –  | –  | –  | –  | –  |
| Uczestnicy konkursu | Izrael               | 104 | 5  | N  | –  | –  | 2  | 7  | 10 | 4  | 10 | 4  | –  | 7  | 5  | 7  | 6  | 10 | 6  | 8  | 5  | 4  | 4  |
| Uczestnicy konkursu | Estonia              | 8   | –  | –  | N  | 1  | –  | –  | –  | –  | –  | –  | –  | –  | –  | –  | –  | 7  | –  | –  | –  | –  | –  |
| Uczestnicy konkursu | Mołdawia             | 36  | –  | –  | –  | N  | 5  | –  | 5  | –  | –  | –  | –  | 1  | –  | 6  | –  | –  | 10 | 5  | 4  | –  |    |
| Uczestnicy konkursu | San Marino           | 5   | –  | –  | –  | –  | N  | –  | –  | –  | –  | –  | –  | 2  | –  | –  | –  | –  | –  | –  | 3  | –  | –  |
| Uczestnicy konkursu | Belgia               | 16  | –  | –  | 6  | –  | –  | N  | –  | –  | –  | –  | –  | –  | –  | –  | 10 | –  | –  | –  | –  | –  | –  |
| Uczestnicy konkursu | Azerbejdżan          | 96  | 3  | 5  | 4  | 10 | –  | 5  | N  | –  | –  | 10 | 5  | 8  | 3  | 2  | 4  | 5  | 7  | 10 | 7  | 8  | –  |
| Uczestnicy konkursu | Słowenia             | 36  | 10 | 2  | –  | 2  | –  | –  | 1  | N  | –  | 2  | –  | –  | 10 | 4  | –  | –  | 1  | 2  | 2  | –  | –  |
| Uczestnicy konkursu | Norwegia             | 106 | 4  | 6  | 8  | 3  | 7  | 1  | 7  | 2  | N  | 7  | 8  | 10 | 4  | 8  | 5  | 12 | 4  | 7  | –  | 1  | 2  |
| Uczestnicy konkursu | Polska               | 42  | –  | –  | –  | –  | 10 | –  | 3  | –  | 2  | N  | 12 | –  | –  | 1  | –  | –  | 2  | 3  | 1  | 5  | 3  |
| Uczestnicy konkursu | Irlandia             | 22  | 1  | 3  | 7  | –  | –  | 4  | –  | –  | 1  | –  | N  | –  | 2  | –  | 1  | 2  | –  | –  | –  | –  | 1  |
| Uczestnicy konkursu | Andora               | 22  | –  | 4  | 3  | –  | –  | –  | –  | 1  | –  | 1  | 1  | N  | –  | –  | –  | –  | –  | –  | –  | –  | 12 |
| Uczestnicy konkursu | Bośnia i Hercegowina | 72  | 12 | –  | 1  | 6  | –  | –  | 4  | 12 | 12 | –  | 3  | –  | N  | –  | –  | 7  | 8  | –  | –  | –  | 7  |
| Uczestnicy konkursu | Armenia              | 139 | 6  | 10 | 2  | 5  | 8  | 12 | –  | 5  | 3  | 12 | 2  | 3  | 6  | N  | 12 | 4  | 5  | 12 | 12 | 10 | 10 |
| Uczestnicy konkursu | Holandia             | 27  | –  | 1  | –  | –  | 3  | 8  | 2  | –  | 7  | –  | –  | –  | –  | 3  | N  | –  | 3  | –  | –  | –  | –  |
| Uczestnicy konkursu | Finlandia            | 79  | 2  | –  | 12 | 8  | 4  | 2  | –  | 3  | 6  | 5  | 6  | 12 | 1  | –  | –  | N  | –  | 4  | 6  | 2  | 6  |
| Uczestnicy konkursu | Rumunia              | 94  | –  | 8  | –  | 12 | 6  | 6  | 6  | 6  | 5  | 3  | 7  | 6  | –  | 5  | 3  | 1  | N  | 1  | 8  | 3  | 8  |
| Uczestnicy konkursu | Rosja                | 135 | 8  | 12 | 10 | 7  | –  | 3  | 8  | 7  | 8  | 8  | 4  | 4  | 7  | 12 | 2  | 6  | 8  | N  | 10 | 6  | 5  |
| Uczestnicy konkursu | Grecja               | 156 | 7  | 7  | 5  | 4  | 12 | 10 | 12 | 8  | 4  | 6  | 10 | 5  | 8  | 10 | 8  | 3  | 12 | 6  | N  | 12 | 7  |

### Drugi półfinał
- Drugi półfinał odbył się 22 maja 2008.
- Podczas półfinału możliwość głosowania mieli mieszkańcy krajów uczestniczących oraz Francja, Serbia i Wielka Brytania.
- W drugim półfinale dziką kartę dostała Szwecja.

| Lp. | Kraj       | Język               | Artysta                   | Piosenka                        | Miejsce | Punkty |
| --- | ---------- | ------------------- | ------------------------- | ------------------------------- | ------- | ------ |
| 01  | Islandia   | angielski           | Eurobandið                | „This Is My Life”               | 8       | 68     |
| 02  | Szwecja    | angielski           | Charlotte Perrelli        | „Hero”                          | 12      | 54     |
| 03  | Turcja     | turecki             | Mor ve Ötesi              | „Deli”                          | 7       | 85     |
| 04  | Ukraina    | angielski           | Ani Lorak                 | „Shady Lady”                    | 1       | 152    |
| 05  | Litwa      | angielski           | Jeronimas Milius          | „Nomads In the Night”           | 16      | 30     |
| 06  | Albania    | albański            | Olta Boka                 | „Zemrën e lamë peng”            | 9       | 67     |
| 07  | Szwajcaria | włoski              | Paolo Meneguzzi           | „Era stupendo”                  | 13      | 47     |
| 08  | Czechy     | angielski           | Tereza Kerndlová          | „Have Some Fun”                 | 18      | 9      |
| 09  | Białoruś   | angielski           | Rusłan Alachno            | „Hasta la vista”                | 17      | 27     |
| 10  | Łotwa      | angielski           | Pirates of the Sea        | „Wolves of the Sea”             | 6       | 86     |
| 11  | Chorwacja  | chorwacki           | Kraljevi ulice & 75 Cents | „Romanca”                       | 4       | 112    |
| 12  | Bułgaria   | angielski           | Deep Zone & Balthazar     | „DJ, Take Me Away”              | 11      | 56     |
| 13  | Dania      | angielski           | Simon Mathew              | „All Night Long”                | 3       | 112    |
| 14  | Gruzja     | angielski           | Diana Ghurckaia           | „Peace Will Come”               | 5       | 107    |
| 15  | Węgry      | angielski           | Csézy                     | „Candlelight”                   | 19      | 6      |
| 16  | Malta      | angielski, rosyjski | Morena                    | „Vodka”                         | 14      | 38     |
| 17  | Cypr       | grecki              | Evdokia Kadi              | „Femme Fatale”                  | 15      | 36     |
| 18  | Macedonia  | angielski           | Tamara, Vrčak i Adrian    | „Let Me Love You”               | 10      | 64     |
| 19  | Portugalia | portugalski         | Vânia Fernandes           | „Senhora do mar (Negras águas)” | 2       | 120    |

Tabela punktacyjna drugiego półfinału
| Islandia   | 68  | N  | 10 | 3  | 1  | 2  | 5  | 4  | –  | 1  | 2  | –  | –  | 10 | –  | 7  | 5  | 1  | –  | 5  | 8  | –  | 4  |
| Szwecja    | 54  | 8  | N  | 2  | –  | 3  | 1  | 3  | –  | –  | –  | –  | –  | 12 | –  | 1  | 7  | 4  | –  | 3  | 1  | 3  | 6  |
| Turcja     | 85  | –  | 6  | N  | 5  | –  | 12 | 7  | –  | 3  | –  | –  | 7  | 8  | 5  | 4  | –  | –  | 8  | –  | 10 | –  | 10 |
| Ukraina    | 152 | 6  | 3  | 12 | N  | 7  | –  | 1  | 12 | 12 | 6  | 7  | 12 | 7  | 12 | 8  | 8  | 10 | 6  | 12 | 3  | 8  | –  |
| Litwa      | 30  | –  | –  | –  | –  | N  | –  | –  | –  | –  | 12 | –  | –  | –  | 10 | –  | –  | –  | –  | –  | –  | –  | 8  |
| Albania    | 67  | 1  | 7  | 8  | 3  | –  | N  | 10 | 1  | 5  | –  | 10 | –  | –  | –  | –  | –  | –  | 12 | 2  | 5  | –  | 3  |
| Szwajcaria | 47  | –  | –  | –  | –  | –  | 10 | N  | –  | –  | –  | 5  | –  | 5  | –  | –  | 12 | 7  | 1  | –  | 7  | –  | –  |
| Czechy     | 9   | –  | –  | 1  | –  | –  | –  | –  | N  | –  | –  | 2  | –  | –  | –  | –  | 1  | –  | 5  | –  | –  | –  |    |
| Białoruś   | 27  | –  | –  | –  | 10 | 6  | –  | –  | –  | N  | 5  | –  | –  | –  | 4  | –  | –  | 2  | –  | –  | –  | –  | –  |
| Łotwa      | 86  | 7  | 8  | –  | 2  | 12 | –  | –  | 5  | 6  | N  | 6  | 1  | 6  | 6  | –  | 6  | –  | 4  | 10 | –  | 2  | 5  |
| Chorwacja  | 112 | 4  | 4  | 5  | 7  | 5  | 3  | 6  | 3  | 7  | 7  | N  | 6  | 3  | 8  | 10 | –  | 6  | 10 | 6  | 2  | 10 | –  |
| Bułgaria   | 56  | 5  | –  | 6  | 6  | 1  | –  | –  | 2  | 2  | 1  | 1  | N  | –  | –  | 3  | 2  | 8  | 7  | 1  | 6  | 5  | –  |
| Dania      | 112 | 12 | 12 | –  | 4  | 8  | 4  | 5  | 10 | 4  | 8  | 3  | 2  | N  | 3  | 12 | 4  | 5  | 3  | 8  | 4  | –  | 1  |
| Gruzja     | 107 | 2  | 1  | 10 | 12 | 10 | –  | –  | 8  | 10 | 10 | –  | 4  | –  | N  | 2  | 10 | 12 | 2  | 7  | –  | 7  | –  |
| Węgry      | 6   | –  | –  | –  | –  | –  | –  | –  | –  | –  | –  | –  | –  | 1  | 1  | N  | –  | –  | –  | –  | –  | 4  | –  |
| Malta      | 38  | 3  | –  | –  | –  | –  | 8  | –  | 6  | –  | 4  | 4  | 3  | 4  | –  | –  | N  | –  | –  | 4  | –  | –  | 2  |
| Cypr       | 36  | –  | –  | 4  | –  | –  | 2  | 2  | –  | –  | –  | –  | 8  | –  | 2  | 5  | –  | N  | –  | –  | –  | 1  | 12 |
| Macedonia  | 64  | –  | 2  | 7  | –  | –  | 7  | 8  | 4  | –  | –  | 12 | 10 | 2  | –  | –  | –  | –  | N  | –  | –  | 12 | –  |
| Portugalia | 120 | 10 | 5  | –  | 8  | 4  | 6  | 12 | 7  | 8  | 3  | 8  | 5  | –  | 7  | 6  | 3  | 3  | –  | N  | 12 | 6  | 7  |

### Finał
Finał konkursu odbył się 24 maja 2008. W finale wzięło udział 25 państw, w tym: kraje tzw. „Wielkiej Czwórki” (Francja, Hiszpania, Niemcy, Wielka Brytania), organizator konkursu (Serbia), po dziewięć najwyżej ocenionych krajów z pierwszego i drugiego półfinału oraz dwa kraje, które otrzymały tzw. „dzikie karty” od jurorów (Polska, Szwecja).
| \| Lp. \| Kraj \| Język[46] \| Artysta \| Piosenka \| Miejsce[44] \| Punkty[44] \| \| --- \| -------------------- \| -------------------- \| --------------------------------- \| ------------------------------- \| ----------- \| ---------- \| \| 01 \| Rumunia \| rumuński, włoski \| Nico i Vlad \| „Pe-o margine de lume” \| 20 \| 45 \| \| 02 \| Wielka Brytania \| angielski \| Andy Abraham \| „Even If” \| 25 \| 14 \| \| 03 \| Albania \| albański \| Olta Boka \| „Zemrën e lamë peng” \| 17 \| 55 \| \| 04 \| Niemcy \| angielski \| No Angels \| „Disappear” \| 23 \| 14 \| \| 05 \| Armenia \| angielski, ormiański \| Sirusho \| „Qélé, Qélé” \| 4 \| 199 \| \| 06 \| Bośnia i Hercegowina \| bośniacki \| Laka \| „Pokušaj” \| 10 \| 110 \| \| 07 \| Izrael \| angielski, hebrajski \| Boaz \| „The Fire in Your Eyes” \| 9 \| 124 \| \| 08 \| Finlandia \| fiński \| Teräsbetoni \| „Missä miehet ratsastaa” \| 22 \| 35 \| \| 09 \| Chorwacja \| chorwacki \| Kraljevi ulice & 75 Cents \| „Romanca” \| 21 \| 44 \| \| 10 \| Polska \| angielski \| Isis Gee \| „For Life” \| 24 \| 14 \| \| 11 \| Islandia \| angielski \| Eurobandið \| „This Is My Life” \| 14 \| 64 \| \| 12 \| Turcja \| turecki \| Mor ve Ötesi \| „Deli” \| 7 \| 137 \| \| 13 \| Portugalia \| portugalski \| Vânia Fernandes \| „Senhora do mar (Negras águas)” \| 13 \| 69 \| \| 14 \| Łotwa \| angielski \| Pirates of the Sea \| „Wolves of the Sea” \| 12 \| 83 \| \| 15 \| Szwecja \| angielski \| Charlotte Perrelli \| „Hero” \| 18 \| 47 \| \| 16 \| Dania \| angielski \| Simon Mathew \| „All Night Long” \| 15 \| 60 \| \| 17 \| Gruzja \| angielski \| Diana Ghurckaia \| „Peace Will Come” \| 11 \| 83 \| \| 18 \| Ukraina \| angielski \| Ani Lorak \| „Shady Lady” \| 2 \| 230 \| \| 19 \| Francja \| angielski francuski \| Sébastien Tellier \| „Divine” \| 19 \| 47 \| \| 20 \| Azerbejdżan \| angielski \| Elnur i Samir \| „Day After Day” \| 8 \| 132 \| \| 21 \| Grecja \| angielski \| Kalomira \| „Secret Combination” \| 3 \| 218 \| \| 22 \| Hiszpania \| hiszpański \| Rodolfo Chikilicuatre \| „Baila el Chiki-Chiki” \| 16 \| 55 \| \| 23 \| Serbia \| serbski \| Jelena Tomašević feat. Bora Dugić \| „Oro” \| 6 \| 160 \| \| 24 \| Rosja \| angielski \| Dima Biłan \| „Believe” \| 1 \| 272 \| \| 25 \| Norwegia \| angielski \| Maria \| „Hold On Be Strong” \| 5 \| 182 \| Legenda: 1 miejsce |                      |                      |                                   |                                 |         |        |
| Lp. | Kraj                 | Język                | Artysta                           | Piosenka                        | Miejsce | Punkty |
| 01 | Rumunia              | rumuński, włoski     | Nico i Vlad                       | „Pe-o margine de lume”          | 20      | 45     |
| 02 | Wielka Brytania      | angielski            | Andy Abraham                      | „Even If”                       | 25      | 14     |
| 03 | Albania              | albański             | Olta Boka                         | „Zemrën e lamë peng”            | 17      | 55     |
| 04 | Niemcy               | angielski            | No Angels                         | „Disappear”                     | 23      | 14     |
| 05 | Armenia              | angielski, ormiański | Sirusho                           | „Qélé, Qélé”                    | 4       | 199    |
| 06 | Bośnia i Hercegowina | bośniacki            | Laka                              | „Pokušaj”                       | 10      | 110    |
| 07 | Izrael               | angielski, hebrajski | Boaz                              | „The Fire in Your Eyes”         | 9       | 124    |
| 08 | Finlandia            | fiński               | Teräsbetoni                       | „Missä miehet ratsastaa”        | 22      | 35     |
| 09 | Chorwacja            | chorwacki            | Kraljevi ulice & 75 Cents         | „Romanca”                       | 21      | 44     |
| 10 | Polska               | angielski            | Isis Gee                          | „For Life”                      | 24      | 14     |
| 11 | Islandia             | angielski            | Eurobandið                        | „This Is My Life”               | 14      | 64     |
| 12 | Turcja               | turecki              | Mor ve Ötesi                      | „Deli”                          | 7       | 137    |
| 13 | Portugalia           | portugalski          | Vânia Fernandes                   | „Senhora do mar (Negras águas)” | 13      | 69     |
| 14 | Łotwa                | angielski            | Pirates of the Sea                | „Wolves of the Sea”             | 12      | 83     |
| 15 | Szwecja              | angielski            | Charlotte Perrelli                | „Hero”                          | 18      | 47     |
| 16 | Dania                | angielski            | Simon Mathew                      | „All Night Long”                | 15      | 60     |
| 17 | Gruzja               | angielski            | Diana Ghurckaia                   | „Peace Will Come”               | 11      | 83     |
| 18 | Ukraina              | angielski            | Ani Lorak                         | „Shady Lady”                    | 2       | 230    |
| 19 | Francja              | angielski francuski  | Sébastien Tellier                 | „Divine”                        | 19      | 47     |
| 20 | Azerbejdżan          | angielski            | Elnur i Samir                     | „Day After Day”                 | 8       | 132    |
| 21 | Grecja               | angielski            | Kalomira                          | „Secret Combination”            | 3       | 218    |
| 22 | Hiszpania            | hiszpański           | Rodolfo Chikilicuatre             | „Baila el Chiki-Chiki”          | 16      | 55     |
| 23 | Serbia               | serbski              | Jelena Tomašević feat. Bora Dugić | „Oro”                           | 6       | 160    |
| 24 | Rosja                | angielski            | Dima Biłan                        | „Believe”                       | 1       | 272    |
| 25 | Norwegia             | angielski            | Maria                             | „Hold On Be Strong”             | 5       | 182    |

Tabela punktacyjna finału
|                                                            |                      | Wyniki    | Wyniki  | Wyniki | Wyniki  | Wyniki               | Wyniki  | Wyniki | Wyniki     | Wyniki | Wyniki   | Wyniki | Wyniki | Wyniki | Wyniki   | Wyniki   | Wyniki  | Wyniki  | Wyniki     | Wyniki   | Wyniki | Wyniki | Wyniki | Wyniki   | Wyniki  | Wyniki | Wyniki    | Wyniki   | Wyniki | Wyniki | Wyniki   | Wyniki     | Wyniki      | Wyniki | Wyniki    | Wyniki    | Wyniki  | Wyniki   | Wyniki | Wyniki | Wyniki     | Wyniki | Wyniki | Wyniki | Wyniki |
| Suma punktów                                               | Wielka Brytania      | Macedonia | Ukraina | Niemcy | Estonia | Bośnia i Hercegowina | Albania | Belgia | San Marino | Łotwa  | Bułgaria | Serbia | Izrael | Cypr   | Mołdawia | Islandia | Francja | Rumunia | Portugalia | Norwegia | Węgry  | Andora | Polska | Słowenia | Armenia | Czechy | Hiszpania | Holandia | Turcja | Malta  | Irlandia | Szwajcaria | Azerbejdżan | Grecja | Finlandia | Chorwacja | Szwecja | Białoruś | Litwa  | Rosja  | Czarnogóra | Gruzja | Dania  |        |        |
| ---------------------------------------------------------- | -------------------- | --------- | ------- | ------ | ------- | -------------------- | ------- | ------ | ---------- | ------ | -------- | ------ | ------ | ------ | -------- | -------- | ------- | ------- | ---------- | -------- | ------ | ------ | ------ | -------- | ------- | ------ | --------- | -------- | ------ | ------ | -------- | ---------- | ----------- | ------ | --------- | --------- | ------- | -------- | ------ | ------ | ---------- | ------ | ------ | ------ | ------ |
| Uczestnicy konkursu                                        | Rumunia              | 45        | –       | –      | –       | –                    | –       | –      | –          | –      | 1        | –      | –      | –      | 6        | 3        | 12      | –       | 4          | X        | 4      | –      | –      | –        | –       | –      | –         | –        | 12     | –      | –        | –          | 3           | –      | –         | –         | –       | –        | –      | –      | –          | –      | –      | –      | –      |
| Uczestnicy konkursu                                        | Wielka Brytania      | 14        | X       | –      | –       | –                    | –       | –      | –          | –      | 6        | –      | –      | –      | –        | –        | –       | –       | –          | –        | –      | –      | –      | –        | –       | –      | –         | –        | –      | –      | –        | –          | 8           | –      | –         | –         | –       | –        | –      | –      | –          | –      | –      | –      | –      |
| Uczestnicy konkursu                                        | Albania              | 55        | –       | 12     | –       | –                    | –       | 1      | X          | –      | 3        | –      | –      | –      | –        | –        | –       | –       | –          | –        | –      | –      | –      | –        | –       | 4      | –         | –        | –      | –      | 1        | –          | –           | 8      | 1         | 10        | –       | 8        | –      | –      | –          | –      | 7      | –      | –      |
| Uczestnicy konkursu                                        | Niemcy               | 14        | –       | –      | –       | X                    | –       | –      | –          | –      | –        | –      | 12     | –      | –        | –        | –       | –       | –          | –        | –      | –      | –      | –        | –       | –      | –         | –        | –      | –      | –        | –          | –           | 2      | –         | –         | –       | –        | –      | –      | –          | –      | –      | –      | –      |
| Uczestnicy konkursu                                        | Armenia              | 199       | –       | 1      | 7       | 6                    | –       | 6      | 2          | 12     | 8        | –      | 8      | 5      | 8        | 10       | 2       | 1       | 12         | 4        | –      | –      | –      | –        | 12      | 5      | X         | 12       | 10     | 12     | 10       | –          | –           | –      | –         | 12        | –       | –        | 2      | 7      | –          | 12     | 1      | 12     | –      |
| Uczestnicy konkursu                                        | Bośnia i Hercegowina | 110       | –       | 5      | –       | 5                    | –       | X      | –          | –      | –        | –      | –      | 12     | –        | –        | –       | –       | 2          | –        | –      | 10     | –      | –        | –       | 10     | –         | 1        | –      | 7      | 6        | –          | 2           | 7      | 3         | –         | 6       | 12       | 10     | –      | –          | –      | 10     | –      | 2      |
| Uczestnicy konkursu                                        | Izrael               | 124       | –       | –      | 5       | 3                    | –       | 5      | 4          | 5      | 10       | –      | 2      | 7      | X        | 2        | 6       | –       | 6          | 6        | –      | 3      | 3      | –        | 5       | 3      | 6         | –        | –      | 3      | –        | –          | –           | 1      | 7         | 1         | 8       | 2        | –      | 4      | 3          | 6      | 5      | 3      | –      |
| Uczestnicy konkursu                                        | Finlandia            | 35        | –       | –      | –       | –                    | 10      | –      | –          | –      | –        | 1      | –      | –      | –        | –        | –       | 7       | –          | –        | –      | 4      | –      | 4        | 2       | –      | –         | –        | –      | –      | –        | –          | –           | –      | –         | –         | X       | –        | 7      | –      | –          | –      | –      | –      | –      |
| Uczestnicy konkursu                                        | Chorwacja            | 44        | –       | 2      | 1       | 2                    | –       | 10     | –          | –      | –        | 5      | –      | 3      | –        | –        | –       | –       | –          | 1        | 3      | –      | –      | –        | –       | 8      | 2         | –        | –      | –      | –        | –          | –           | 3      | –         | –         | –       | X        | –      | –      | –          | 1      | 2      | 1      | –      |
| Uczestnicy konkursu                                        | Polska               | 14        | 4       | –      | –       | –                    | –       | –      | –          | –      | –        | –      | –      | –      | –        | –        | –       | –       | –          | –        | –      | –      | –      | –        | X       | –      | –         | –        | –      | –      | –        | –          | 10          | –      | –         | –         | –       | –        | –      | –      | –          | –      | –      | –      | –      |
| Uczestnicy konkursu                                        | Islandia             | 64        | 6       | –      | –       | –                    | –       | –      | –          | –      | –        | 2      | –      | –      | 4        | –        | –       | X       | –          | –        | 7      | 8      | –      | –        | –       | –      | –         | –        | 4      | –      | –        | 6          | –           | –      | –         | –         | 7       | –        | 8      | –      | –          | –      | –      | –      | 12     |
| Uczestnicy konkursu                                        | Turcja               | 137       | 8       | 7      | 4       | 10                   | –       | 8      | 10         | 10     | 4        | –      | 5      | –      | –        | –        | –       | –       | 10         | 8        | –      | 2      | 5      | –        | –       | –      | –         | –        | –      | 10     | X        | –          | –           | 6      | 12        | –         | 4       | –        | –      | 3      | –          | 2      | –      | 6      | 4      |
| Uczestnicy konkursu                                        | Portugalia           | 69        | –       | –      | 3       | 4                    | –       | –      | –          | 6      | 5        | –      | –      | 1      | –        | –        | –       | 6       | 8          | –        | X      | –      | –      | 10       | –       | –      | –         | –        | 8      | 5      | –        | –          | –           | 10     | –         | –         | –       | 3        | –      | –      | –          | –      | –      | –      | –      |
| Uczestnicy konkursu                                        | Łotwa                | 83        | 10      | –      | –       | –                    | 7       | –      | –          | –      | –        | X      | –      | –      | –        | –        | –       | 4       | –          | –        | 8      | –      | –      | 2        | –       | –      | –         | 3        | 2      | –      | –        | 7          | 12          | –      | –         | –         | –       | 4        | 3      | –      | 10         | –      | 3      | 2      | 6      |
| Uczestnicy konkursu                                        | Szwecja              | 47        | –       | –      | –       | –                    | 2       | –      | 3          | –      | –        | –      | –      | 2      | 1        | 1        | –       | 3       | –          | –        | –      | 7      | 1      | –        | –       | –      | –         | –        | 1      | –      | –        | 12         | –           | –      | –         | –         | 5       | –        | X      | –      | 1          | –      | –      | –      | 8      |
| Uczestnicy konkursu                                        | Dania                | 60        | 3       | –      | –       | –                    | 3       | –      | –          | –      | 2        | 7      | –      | –      | –        | –        | –       | 12      | –          | –        | 5      | 12     | 2      | –        | –       | –      | –         | 2        | –      | –      | –        | 4          | 1           | –      | –         | –         | –       | –        | 5      | –      | 2          | –      | –      | –      | X      |
| Uczestnicy konkursu                                        | Gruzja               | 83        | –       | –      | 8       | –                    | 5       | –      | –          | –      | –        | 8      | –      | –      | 2        | 7        | 3       | –       | –          | –        | 1      | –      | –      | –        | –       | –      | 10        | 4        | –      | –      | 4        | 5          | –           | –      | 4         | 4         | –       | –        | –      | 6      | 5          | 7      | –      | X      | –      |
| Uczestnicy konkursu                                        | Ukraina              | 230       | 5       | 4      | X       | –                    | 4       | 3      | 8          | 1      | –        | 10     | 7      | 6      | 10       | 6        | –       | 5       | –          | 3        | 12     | –      | 6      | 6        | 10      | 2      | 5         | 8        | 7      | –      | 8        | 10         | 6           | –      | 10        | 6         | 3       | 7        | –      | 10     | 6          | 8      | 4      | 10     | 7      |
| Uczestnicy konkursu                                        | Francja              | 47        | 2       | –      | –       | –                    | 6       | –      | –          | –      | –        | 3      | –      | –      | –        | –        | –       | 8       | X          | –        | –      | 1      | –      | 3        | 1       | –      | 4         | –        | –      | –      | –        | –          | –           | –      | –         | –         | 2       | –        | 4      | –      | 8          | –      | –      | –      | 5      |
| Uczestnicy konkursu                                        | Azerbejdżan          | 132       | –       | 8      | 10      | 1                    | –       | –      | –          | 7      | –        | 4      | 3      | –      | 3        | –        | 8       | –       | –          | 2        | –      | –      | 12     | 7        | 7       | –      | –         | 10       | –      | 2      | 12       | –          | –           | –      | X         | 3         | –       | –        | –      | 8      | 7          | 10     | –      | 7      | –      |
| Uczestnicy konkursu                                        | Grecja               | 218       | 12      | 3      | 2       | 12                   | 1       | 7      | 12         | 8      | 12       | –      | 10     | 8      | 5        | 12       | 4       | –       | 3          | 12       | –      | –      | 8      | 8        | 3       | 6      | 8         | 5        | 3      | 6      | 7        | 2          | 4           | 5      | 6         | X         | –       | 5        | 1      | 2      | –          | 3      | 6      | 4      | 3      |
| Uczestnicy konkursu                                        | Hiszpania            | 55        | 1       | –      | –       | –                    | –       | –      | 1          | 4      | –        | –      | –      | –      | –        | 4        | –       | –       | 5          | –        | 10     | –      | –      | 12       | –       | –      | 1         | –        | X      | –      | 3        | –          | –           | 4      | –         | 8         | 1       | –        | –      | –      | –          | –      | –      | –      | 1      |
| Uczestnicy konkursu                                        | Serbia               | 160       | –       | 10     | –       | 8                    | –       | 12     | 5          | –      | –        | –      | 4      | X      | –        | 5        | 1       | 2       | 7          | 7        | –      | 6      | 7      | –        | 4       | 12     | 3         | 6        | –      | 8      | –        | 1          | –           | 12     | 2         | 5         | –       | 10       | 6      | 1      | –          | 4      | 12     | –      | –      |
| Uczestnicy konkursu                                        | Rosja                | 272       | –       | 6      | 12      | 7                    | 12      | 4      | 6          | 3      | –        | 12     | 6      | 10     | 12       | 8        | 10      | –       | 1          | 10       | 6      | 5      | 10     | 5        | 6       | 7      | 12        | 7        | 5      | 1      | 5        | 8          | 5           | –      | 8         | 7         | 10      | 6        | –      | 12     | 12         | X      | 8      | 8      | –      |
| Uczestnicy konkursu                                        | Norwegia             | 182       | 7       | –      | 6       | –                    | 8       | 2      | 7          | 2      | 7        | 6      | 1      | 4      | 7        | –        | 7       | 10      | –          | 5        | 2      | X      | 4      | 1        | 8       | –      | 7         | –        | 6      | 4      | 2        | 3          | 7           | –      | 5         | 2         | 12      | 1        | 12     | 5      | 4          | 5      | –      | 5      | 10     |
| Kraje w tabeli są uporządkowane w kolejności występowania. |                      |           |         |        |         |                      |         |        |            |        |          |        |        |        |          |          |         |         |            |          |        |        |        |          |         |        |           |          |        |        |          |            |             |        |           |           |         |          |        |        |            |        |        |        |        |